# SV Baesweiler 09
SV Baesweiler 09 was een Duitse voetbalclub uit Baesweiler, Noordrijn-Westfalen.

## Geschiedenis
De club werd in 1909 opgericht als Superior Baesweiler. In 1920 fuseerde de club met Alemannia Baesweiler tot SV Baesweiler 09. Twee jaar later sloot SV Oidtweiler zich ook bij de club aan. Baesweiler was bij de West-Duitse voetbalbond aangesloten en speelde in de Rijncompetitie. In 1931 slaagde de club erin te promoveren naar de hoogste klasse en werd meteen vierde in groep I. Bij een wedstrijd tegen topclub TSV Alemannia Aachen kwamen 11.000 supporters opdagen, een record voor de club. Het volgende seizoen werd de club zesde. Na dit seizoen kwam de NSDAP aan de macht en werd het voetbal in Duitsland grondig geherstructureerd. De Gauliga werd ingevoerd als hoogste klasse, en in West-Duitsland werden de acht bestaande competities ontbonden en vervangen door drie Gauliga's. Baesweiler kwalificeerde zich hier niet voor en slaagde er later ook niet meer in te promoveren.
Na de Tweede Wereldoorlog ging de club in 1947 in de Amateurliga Mittelrhein spelen, de derde klasse en speelde daar, met uitzondering van 1956/57 en 1964/65 tot 1970. In 1960 was de club kampioen geworden, maar miste de promotie in de eindronde aan BV Osterfeld. Na twee jaar afwezigheid promoveerde de club weer naar de derde klasse en plaatste zich in 1978 voor de nieuwe Oberliga Nordrhein.
In 1982 degradeerde de club en werd de volgende jaren een liftploeg. Na een nieuwe degradatie in 1987 ging de club twee jaar later zelfs naar de vijfde klasse. In 1991 promoveerde de club weer en in 1995 stootte de club ook weer door naar de Oberliga
Na financiële problemen ging de club failliet in 1999 en werd opgeheven. Om de succesvolle jeugdwerking in stand te houden werd opvolger Jugend-SV 09 Baesweiler opgericht.